# Hrádek (ort i Tjeckien, Pardubice)
Hrádek är en ort i Tjeckien.   Den ligger i regionen Pardubice, i den östra delen av landet, 140 km öster om huvudstaden Prag. Hrádek ligger 391 meter över havet och antalet invånare är 102.
Terrängen runt Hrádek är kuperad åt sydost, men åt nordväst är den platt. Terrängen runt Hrádek sluttar västerut. Runt Hrádek är det ganska tätbefolkat, med 65 invånare per kvadratkilometer. Närmaste större samhälle är Česká Třebová, 10,4 km sydost om Hrádek. I omgivningarna runt Hrádek växer i huvudsak blandskog.